# زباد کوچک هندی
زباد کوچک هندی (نام علمی: Viverricula indica) نام یک گونه از تیره زبادان است.